# Zabriskie Point
Zabriskie Point és una pel·lícula italo-estatunidenca de Michelangelo Antonioni, estrenada l'any 1970.
La pel·lícula il·lustra la contestació estudiant americana durant el final dels anys 60, així com l'alliberament sexual propi d'aquests anys. S'inscriu en la línia de pel·lícules com Easy Rider de Dennis Hopper, i serà molt contestada per l'Amèrica puritana, creant nombrosos incidents amb militants pro-Nixon.
La banda original és composta principalment pel grup Pink Floyd. És la segona col·laboració entre Michelangelo Antonioni i el productor Carlo Ponti, després de l'èxit de Blow-Up (Palma d'or l'any 1967), i abans de la de Profession: reporter el 1975.

## Argument
Una estudiant idealista i un militant més radical es creuen en el val de la Mort durant els disturbis estudiants dels anys 1960 als Estats Units.

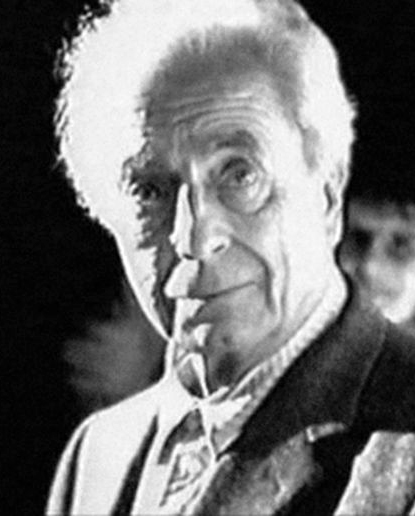
Michelangelo Antonioni, director, guionista i muntador de la pel·lícula.

## Repartiment
- Mark Frechette: Mark
- Daria Halprin: Daria
- Paul Fix: propietari del Cafè
- G. D. Spradlin: l'associat de Lee
- Bill Garaway: Morty
- Kathleen Cleaver: Kathleen
- Rod Taylor: Lee Allen
- Harry Hutchinson: l'antiquari

No surt als crèdits: 
- Harrison Ford, que va participar en el rodatge. Encara que les seves escenes van ser tallades en el muntatge, se'l pot veure en l'escena de la presó.

## Context

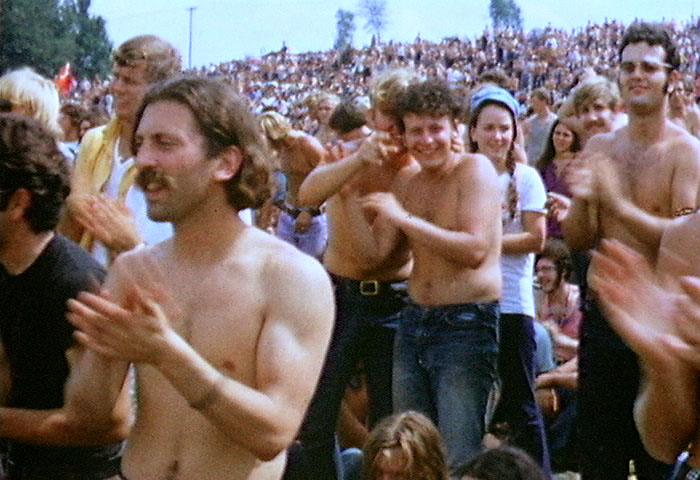
Del 15 al 18 d'agost de 1969 es va desenvolupar el Festival de Woodstock

### Context històric
Els anys 1960 als Estats Units van ser un període de canvis importants i de pujada de la contestació: Richard Nixon, republicà, succeeix a Lyndon Johnson a en la presidència del país, i organitza la repressió dels moviments de contestació a la guerra al Vietnam, que durarà fins en 1975. Regularment, centenars de milers de persones es manifesten de manera pacífica contra aquesta guerra, però l'arribada de Nixon porta a un enduriment de les posicions dels dos costats. Al mateix temps, esclaten disturbis racials en diverses ciutats. La contestació estudiantil es desenvolupa, amb un fons de marxisme i de feminisme. L'immens festival de Woodstock reuneix desenes d'artistes i diversos centenars de milers de joves i de hippies. És el 1969, mentre que les manifestacions i les accions de protesta començades de París el maig de 1968 s'han difós per Europa, quan Antonioni decideix de rodar Zabriskie Punt sobre la costa oest dels Estats Units.

### Context cultural
Després de l'apogeu de Hollywood dels anys 50, arriba una crisi durant la qual el públic es distancia, i els estudis comprometen sumes fenomenals per pel·lícules monumentals i de comèdies musicals que no atreuen la multitud. La indústria del cinema és en un punt mort. El buit artístic de mitjans dels anys 60 deixa doncs el lloc a de nous realitzadors. El 1967, Arthur Penn dirigeix Bonnie and Clyde, pel·lícula de pistolers anti-establishment, que trenca un tabú de Hollywood. El 1969, Dennis Hopper dirigeix Easy Rider, que escandalitza i esdevé una pel·lícula culte del moviment hippie. Aquesta pel·lícula revoluciona els codis del cinema, atacant altres tabús de Hollywood: sexe, droga, violència i contestació política. Aquesta pel·lícula obre la via al Nou Hollywood, que omple el buit deixat a Hollywood pel final de l'Edat d'or. Els estudis americans s'inclinen doncs cap a aquests nous realitzadors, entre els quals Antonioni, després de l'èxit del seu thriller Blow-Up. Zabriskie Point s'inscriu en el llinatge de les precedents pel·lícules del director, però poua en les pel·lícules estatunidenques que canvien l'ordre establert a Hollywood,.

## Producció

### Desenvolupament del projecte
El 1966, Antonioni filma Blow-Up, Palma d'or al festival de Canes 1967 i gran èxit comercial. Aquest èxit li obre les portes de Hollywood. Zabriskie Punt serà la seva única pel·lícula produïda i filmada només als Estats Units.
La història de Zabriskie Punt està inspirada en un succés que Antonioni ha llegit en un diari americà: un jove, que havia robat un avió de turisme, és mort al seu retorn a Phoenix, Arizona. Després d'haver-ho llegit, contacta Sam Shepard i comença a treballar amb ell sobre el guió. Franco Rossetti i Tonino Guerra s'hi uneixen per completar el guió.

### Casting
Mark Frechette i Daria Halprin interpreten els dos personatges principals encara que no siguin actors professionals. De fet, Kathleen Cleaver, que interpreta un dels dirigents de l'assemblea general (primera escena), no és una actriu professional però si l'esposa de Eldridge Cleaver, líder dels Black Panthers. Per contra, la majoria dels altres actors són professionals, sobretot Rod Taylor, G. D. Spradlin i Paul Fix (que ha treballat en de nombroses pel·lícules del seu amic John Wayne). Harrison Ford, llavors desconegut, participa en el rodatge, però la majoria de les seves escenes són tallades. Se'l veu molt breument en l'escena de la presó.

### Incidents en el rodatge
La reputació d'esquerres de Antonioni li suposa en el rodatge diversos incidents causats per grupuscles pro-Nixon, que es manifesten molts dies en els llocs del rodatge per impedir el bon desenvolupament de la producció. El FBI posa agents per investigar sobre les persones que treballen a la pel·lícula i sobre el contingut de la pel·lícula. A més, els guàrdies nacionals de la vall de la Mort refusen primer de deixar desenvolupar-se el rodatge, perquè havien sentit un rumor segons el qual una escena d'orgia estaria en preparació (escena que Antonioni va considerar, però que no ha estat dirigida).

### Escena final
En principi, la pel·lícula havia d'acabar-se per un pla d'avió en el cel, arrossegant darrere seu una banderola amb la inscripció « Fuck You America ». Això no era evidentment del gust de Louis F. Polk, llavors president de la MGM, que produïa la pel·lícula. Va manar doncs tallar aquesta escena, així com d'altres. Quan James T. Aubrey el va reemplaçar al cap de la Major, li va demanar a Antonioni reintegrar les escenes tallades, amb l'excepció de la famosa escena final.

### Banda original
Antonioni havia contactat primer amb Jim Morrison, líder del grup The Doors, però no va quedar satisfet de la música produïda, i va preferir la de Pink Floyd.
Com Dennis Hopper per Easy Ridear, Antonioni escull per acompanyar la seva pel·lícula dels trossos de música popular de l'època, músiques que es passen a la ràdio. La banda original conté trossos de Pink Floyd, Grateful Dead, The Youngbloods, The Kaleidoscope, Jerry Garcia, Patti Page, The Rolling Stones, John Fahey i Roy Orbison.